# Палтни, Уильям, 5-й баронет
Уи́льям Па́лтни, 5-й бароне́т (англ. William Pulteney, 5th Baronet; 19 октября 1729 ― 30 мая 1805) — британский аристократ, политический деятель и плантатор. Отец Лауры Палтни, ставшей в 1803 году графиней Бат.

## Биография
Уильям Палтни был вторым сыном сэра Джеймса Джонстона, 3-го баронета и его супруги Барбары Мюррей. Получил юридическое образование, в 1751 году стал членом коллегии адвокатов Шотландии, став впоследствии известным адвокатом. 
Джонстон был знаком и общался с деятелями эпохи Шотландского Просвещения того времени, среди которых были Дэвид Юм и Адам Смит. В 1768 году был избран членом парламента Великобритании от Кромартишира, активно выступая в парламенте по финансовым вопросам. В 1775 году Палтни был избран в парламент в качестве депутата от избирательного округа Шрусбери, членом которого он оставался до своей смерти. В качестве депутата Палтни активно участвовал в составлении законопроектов, одним из которых был закон о запрете травли быков, предложенный в апреле 1800 года, который так и не был принят.
Был покровителем архитектора Томаса Телфорда, который перестроил его резиденцию, после чего Палтни в благодарность за работу назначил его инспектором общественных работ графства Шропшир. Благодаря своим земельным владениям, Уильям Палтни был одним из богатых людей в Великобритании. Помимо земельных владений на родине, у него были большие плантации в провинции Нью-Йорк и в Вест-Индии.
Скончался 30 мая 1805 года в возрасте 75 лет, был похоронен в Вестминстерском аббатстве.

## Семья
В ноябре 1760 года Уильям женился на Фрэнсис Палтни, дочери Дэниэла Палтни; Уильям добавил фамилию супруги к своей. У супругов была единственная дочь Генриетта Лаура Палтни (1766—1808), ставшая в 1803 году графиней Бат.
Во втором браке был женат на Маргарет Стирлинг, вдове Эндрю Стюарта, этот брак был бездетным.